# Kanton Netra
Der Kanton Netra war eine Verwaltungseinheit im Distrikt Eschwege des Departements der Werra im napoleonischen Königreich Westphalen. Hauptort des Kantons und Sitz des Friedensgerichts war der Ort Netra im heutigen hessischen Werra-Meißner-Kreis. Der Kanton umfasste 22 Dörfer und Weiler.
Zum Kanton gehörten die Ortschaften:
- Netra, Rittmannshausen, Renda, Altefeld, Lüderbach, Leistefeld
- Holzhausen, Rittersberg (Hof), Hohenhaus (Hof), Breitzbach, Berlitzgrube
- Unhausen, Hasengarten (Hof), Nesselröden, Markershausen, Archfeld
- Willershausen, Frauenborn
- Herleshausen, Hahnhof (Hof), Ziegelhof (Hof)
- Wommen